# Antropológiai nyelvészet
Az antropológiai nyelvészet egy interdiszciplináris tudományág, amely a nyelvészeti és az antropológiai vizsgálatok, kutatások kölcsönös egymásrahatásának eredményeként jött létre.

## Az antropológiai nyelvészet története
Az irányzat Amerikából indult, és terjedt el fokozatosan a 20. sz. első felében. Ez volt az az időszak, amikor az amerikai kutatók foglalkozni kezdtek a nem-indoeurópai népek kultúrájával, nyelvhasználatával és a veszélyeztetett nyelvek leírásával. Az amerikai kutatók számára az antropológia nyújtotta az elsődleges alapokat egy új, kimondottan nyelvészeti irányzat megteremtéséhez, mivel a klasszikus nyelvtani kutatások ezen a területen nem rendelkeztek hasznosítható hagyománnyal. 1959-től az USA-beli Anthropological Linguistic című folyóirat ad fórumot az irányú jellegű cikkeknek, tanulmányoknak.
Német nyelvterületen az etnolingvisztika kifejezés terjedt el, illetve a jelenségeket részben a metalingvisztika és a újhumboldtizmus köreibe sorolják.
Az antropológiai nyelvészet megteremtőjeként Franz Boast tartjuk számon. A magyar etnolingvisztikai kutatások kezdeteit a 20. század kezdetén Munkácsi Bernát munkája jelentette.

## Az antropológiai nyelvészet kutatási területei
Ez az interdiszciplináris gyűjtőtudomány a kulturális antropológia keretei között helyezhető el, mivel maga a nyelv is egyfajta emberi viselkedésformaként definiálható. Ennek tükrében az mondható el, hogy ez a tudomány elsősorban azzal foglalkozik, hogy az ember, a nyelv és a környezete között milyen kapcsolat létezik, és milyen kölcsönhatás lép fel közöttük. Több tudományterülettel is szorosan összefonódik, és felhasználja azok kutatási eredményeit. Ide sorolhatjuk a néprajzot, az entnológiát, a szociológiát, a szociolingvisztikát, a pszicholingvisztikát, a szemiotikát, és nem utolsósorban a pragmatikát.
Területei:
- a nyelvhasználat;
- a nyelvváltozatok (különösen a nem hatalmi pozícióban lévők);
- az alacsonyabb fejlettségi szinten álló közösségek gondolkodási formái;
- a kulturális hagyományok, minták és hiedelmek viszonya;
- a nyelvi univerzáliák és unikumok;
- a nyelvi centrum és periféria kérdésköre;
- a vallási, a szakmai és a rokonsági csoportok kommunikációja;
- a nyelvi konfliktusok;
- a különböző nyelvi funkciók szociokulturális reprezentációja;
- az informatikai társadalom másodlagos szóbeliségének és írásbeliségének jelenségei.[2]

Hymes szerint az antropológiai nyelvészet területei:
- a, a szemantika néprajzi szempontú tanulmányozása
- b, nyelvszociológiai vizsgálatok
- c, paralingvisztika, jelbeszédtan
- d, etológia
- e, a közösségi magatartás, kultúra, nyelvhasználat módjainak és szabályainak a feldolgozása
- f, a folklór és vele kapcsolatos viselkedési formák vizsgálata

Az antropológiai nyelvészet mégsem rendelkezik olyan szerteágazó kutatási területtel, mint a pszicholingvisztika vagy akár a szociolingvisztika. Mivel a nyelvészeti antropológusok főként az univerzális jelenségek vizsgálatára koncentrálnak, ezért megfigyeléseik az egyes közösségek nyelvének néhány területére korlátozódnak. Ide tartozik az eltérő lexikai sajátosságok vizsgálata: a családi viszonyokat jelölő rokonságnevek, a szivárvány színeit megnevező színnevek, taxonómiai rendszerek, összefüggések; az egyes nyelvek eltérő grammatikai sajátosságainak elemzése, mint az igeidők, aspektus stb., valamint a nyelvi tevékenységgel kapcsolatos viselkedésformák tanulmányozása.
Az antropológiai nyelvészet esszenciális jelentőséget tulajdonít a nyelv és a kultúra közötti igen bonyolult és olykor ambivalens kapcsolat feltárásának. A nyelv és a kultúra olyan szervesen összetartozik, hogy szinte lehetetlen megállapítani, hogy melyik rendelkezik nagyobb prioritással, és melyiknek van döntőbb hatása a másikra. Ebből kiindulva a nyelv és a kultúra közötti viszony definiálása három különböző nézőpontból kiindulva valósulhat meg. Az első szerint a nyelv struktúrája meghatározza a nyelv használóinak világlátását. Az ezzel ellentétes álláspont azt mondja , hogy a kultúra nem határozza meg a nyelv szerkezetét, de jelentős mértékben befolyásolja a nyelv használatát. Ezek mellett létezik egy semleges nézőpont is, amely azt mondja, hogy a nyelv és a kultúra között alig fedezhető fel bármilyen jellegű összefüggés.
Az antropológiai nyelvészet vizsgálatainak és kutatásainak egyfajta szintéziseként jött létre a nyelvi relativitás elveként is ismert Sapir–Whorf-hipotézis, amely alapvetően azt feltételezi, hogy az emberek által használt nyelv erőteljesen befolyásolja azt, ahogy a körülöttük levő világ dolgait érzékelik, és ezáltal az is elmondható, hogy az egyes társadalmak kultúrája a nyelv által reflektálódik.